# Steinwedel
Steinwedel is een plaats in de Duitse gemeente Lehrte, deelstaat Nedersaksen, en telde, eind 2016, 1799 inwoners.
Het dorp ligt 5 km ten noorden van de stad Lehrte.
Nabij het dorp liggen enige kleine meren, voormalige grindgroeves. Eén daarvan, de in 1985 ontstane en 11 hectare grote Steinwedeler Teich, is als recreatieplas in gebruik genomen; de andere zijn tot natuurreservaat omgevormd. De Steinwedeler Teich ligt ten zuidoosten van het dorp.
Zie verder onder Lehrte.

## Galerij

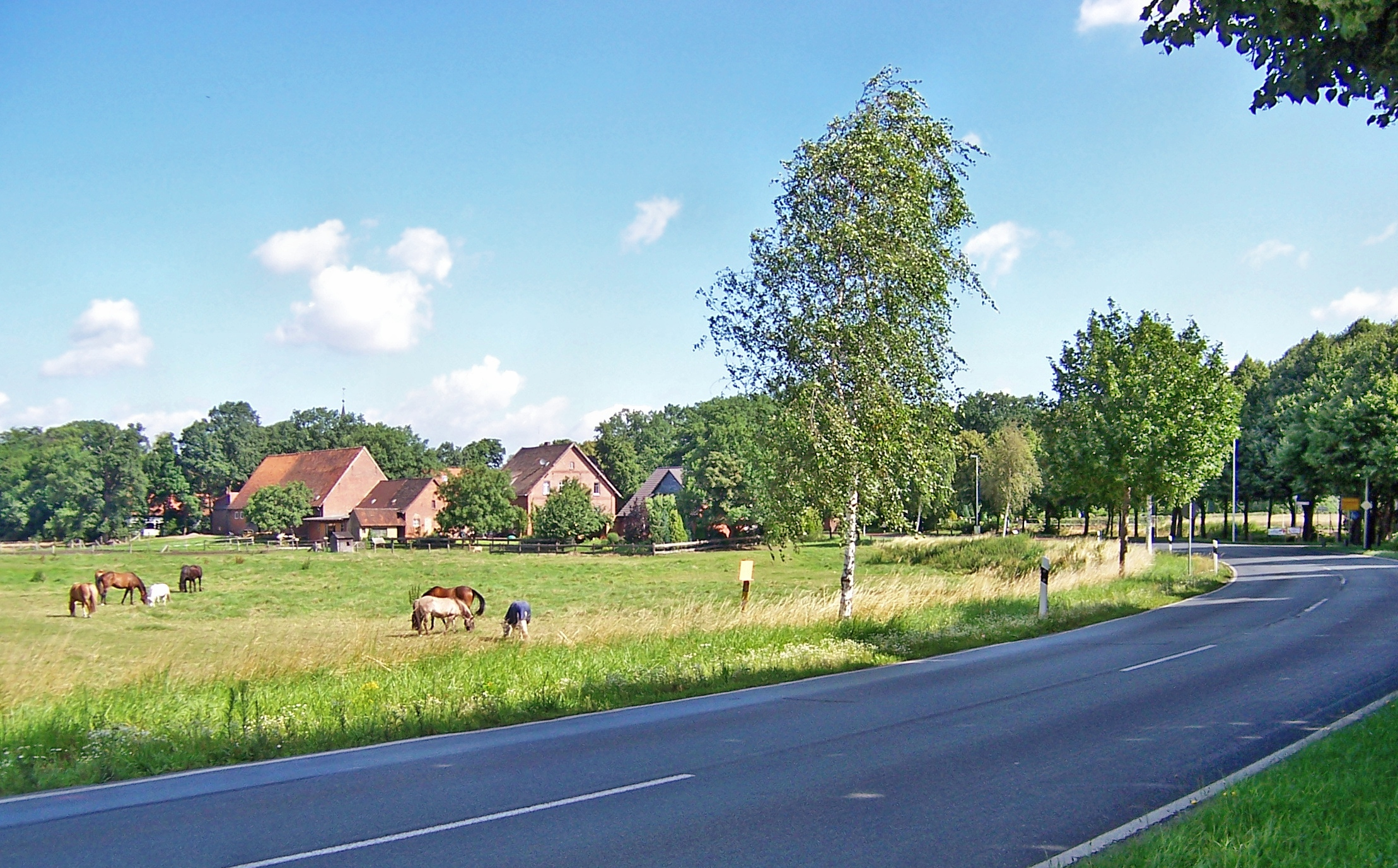
Ingang van het dorp, vanuit Aligse komend
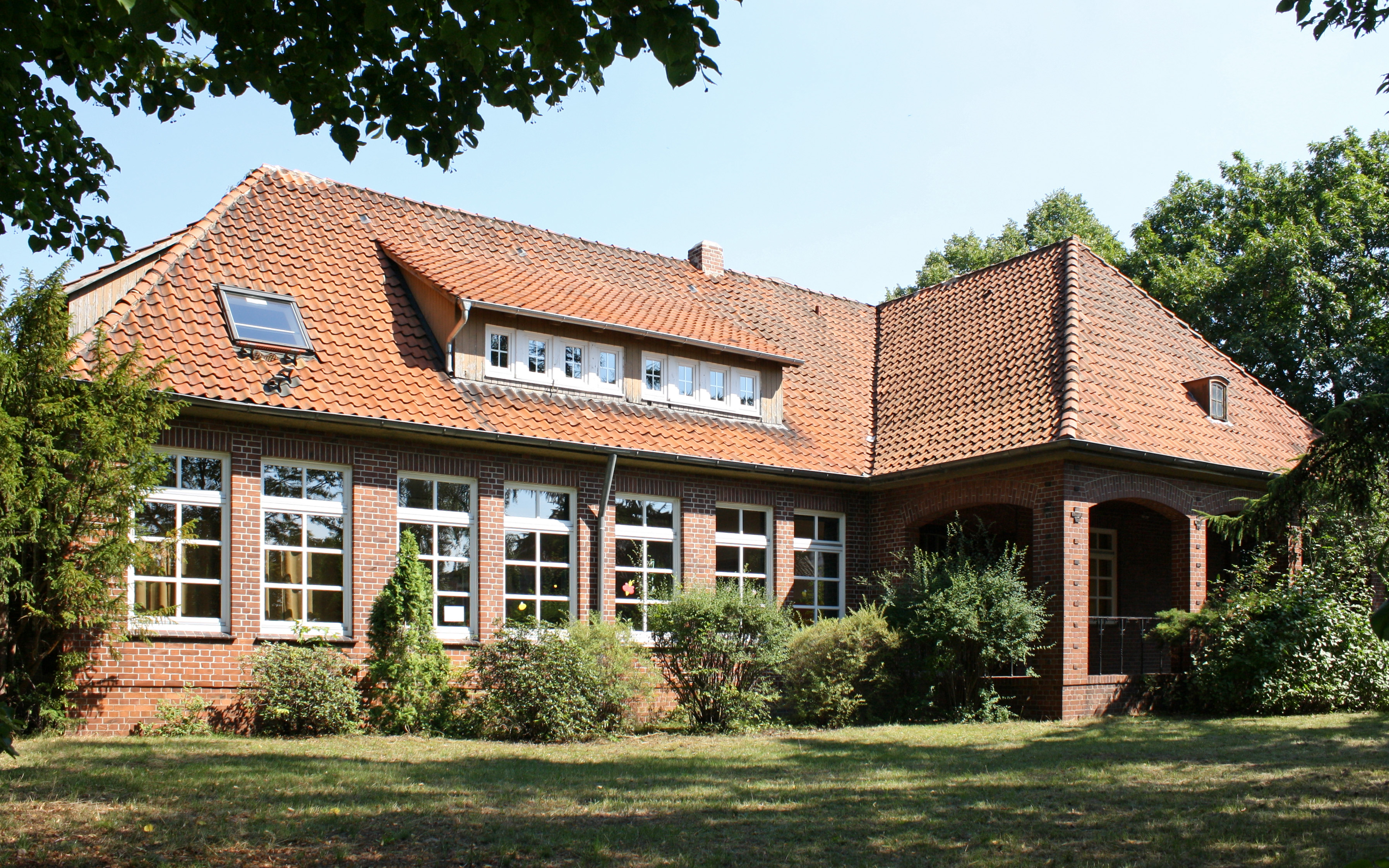
De basisschool van Steinwedel
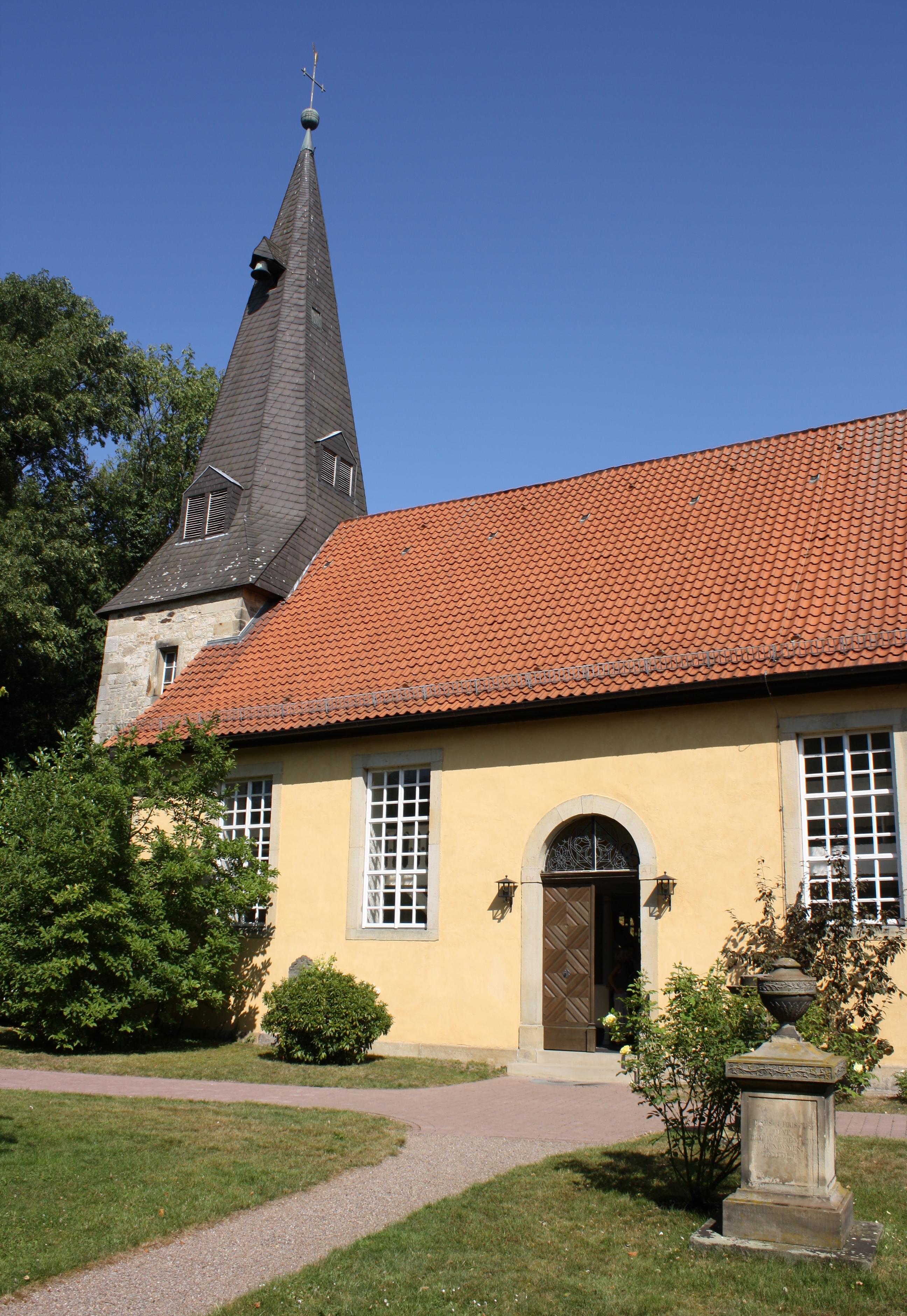
De kerk van Steinwedel